# El Bañuelo

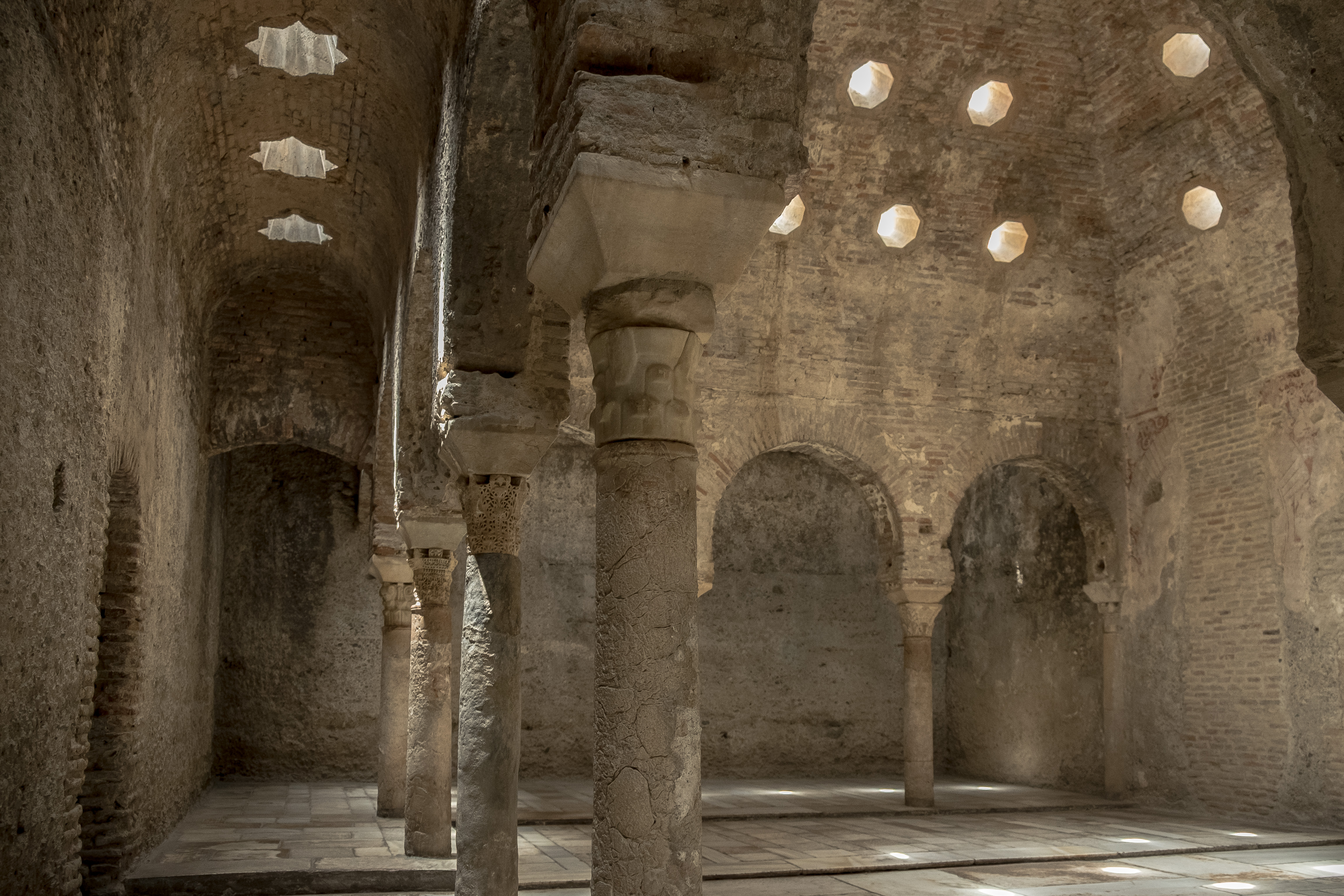
Intérieur du complexe thermal de Bañuelo, montrant la bayt al-wastani (la pièce chaude), pièce la plus grande et la plus centrale

Le Bañuelo ou El Bañuelo (un diminutif de l'espagnol baño "bain"), également connu sous le nom de Baño del Nogal ("Bain de la noix") ou Hammam al-Yawza, est un hammam historique préservé (bain islamique) à Grenade, en Andalousie ,. Il est situé dans le quartier Albaicin de la ville, sur les rives de la rivière Darro. Il a servi de bain public jusqu'au XVIe siècle au moins, avant de disparaître et d'être reconverti à d'autres usages. Au XXe siècle, il a subi de nombreuses restaurations par des experts espagnols et est maintenant ouvert en tant qu'attraction touristique.

## Histoire
Les bains publics (hammams) de ce type étaient une caractéristique commune des villes musulmanes à travers le monde musulman, servant à la fois un objectif social et religieux. Ils aidaient les musulmans à effectuer les ablutions, en particulier les ablutions du corps entier ou ghusl, qui étaient nécessaires dans certaines situations. Ils servaient également l'objectif général d'hygiène ainsi que d'être un lieu de socialisation. Leur disposition et leur fonction étaient calquées sur les bains romains qui les ont précédés et qui faisaient déjà partie de la vie urbaine de la région depuis des générations ,,.
Une douzaine de vestiges historiques de bains publics islamiques (hammams) ont été trouvés à Grenade, bien que la plupart soient de forme modeste, à l'exception des somptueux bains de Comares du XIVe siècle dans l'Alhambra . Le hammam Bañuelo est traditionnellement daté de l'époque des Zirides (un royaume Taifa basé à Grenade) au XIe siècle, sous le règne de Badis ou Abdallah. Une étude récente a suggéré que le bâtiment date du XIIe siècle, basé sur le style de sa maçonnerie. Les bains auraient été situés à l'intérieur d'al-Qasaba al-Qadima ou Alcazaba, l'ancienne citadelle royale située sur ce qui deviendra plus tard l'Albaicin, avant que l'Alhambra ne devienne le siège du pouvoir ,,.
Après la chute de Grenade aux mains des catholiques espagnols en 1492, à la fin de la Reconquista, les bains publics ont continué à être réparés et entretenus au cours du XVIe siècle, car ils ont continué à être utilisés par la population morisque de la ville . Au cours des siècles suivants, les bains ont cessé leur fonction d'origine et ont été utilisés comme buanderie publique et plus tard comme habitation (une structure résidentielle ultérieure a été construite sur une partie de la construction, donnant sur la rue). En 1918, le site a été déclaré Bien du patrimoine culturel de l'Espagne, et en 1927-28 Torres Balbás a effectué les premiers travaux de restauration. Les travaux de restauration se sont poursuivis tout au long du XXe siècle, et le bâtiment est actuellement ouvert en tant que site touristique et historique .

## Architecture
Les bains se composaient de plusieurs pièces principales. La première salle, en entrant par la rue, était une salle d'accueil ou de détente centrée autour d'un bassin d'eau carré. Bien qu'aujourd'hui cette pièce soit à ciel ouvert, elle était autrefois couverte d'une grande coupole de bois au plafond. À son angle sud-ouest, une porte menait à trois petites pièces avec des latrines, tandis qu'une porte à son angle nord-ouest menait au vestiaire (équivalent de l'ancien apodyterium romain). De là, les visiteurs entraient dans les hammams, qui se composaient de trois salles : le bain froid (bayt al-barid), le bain tiède (bayt al-wastani) et le bain chaud (bayt al-sajun) ,. Ceux-ci correspondaient respectivement aux équivalents romains du frigidarium, du tepidarium et du caldarium . Les baigneurs visitaient d'abord le bain froid, puis se dirigeaient progressivement vers le bain tiède puis le bain chaud, dont le but était de faire transpirer dans le cadre du processus de nettoyage ou de purification. Les visiteurs étaient également nettoyés avec des frottements et des massages vigoureux par le personnel des bains publics. Comme pour d'autres hammam musulmans, et contrairement à d'autres types de bains de vapeur, les baigneurs ne se plongeaient pas dans l'eau mais se lavaient à la fin du processus en ayant l'eau chaude versée sur eux ,.
Dans le Bañuelo, la plus grande pièce est la pièce chaude (bayt al-wastani) au milieu du complexe. Cette caractéristique de la disposition était également commune à de nombreux autres bains publics d'Al-Andalus ,. Il est couvert d'une grande voûte centrale ou d'un plafond en forme de dôme entouré sur trois côtés par de plus petites sections de voûte en berceau, qui reposaient toutes sur des colonnes de marbre entre des arcs outrepassés. De nombreux chapiteaux des colonnes ont été réutilisés à partir de la période califale antérieure ou même de la période romaine, reflétant divers styles . Les plafonds sont percés de petites lucarnes en forme d'étoiles et octogonales, qui fournissaient l'éclairage et pouvaient laisser s'échapper l'excès de vapeur. Tant la salle froide qui la précédait que la salle chaude qui la suivait étaient des pièces rectangulaires couvertes de voûtes en berceau, également percées de lucarnes, et marquées à chaque extrémité par une colonne entre deux arcs outrepassés. Au-delà de la pièce chaude se trouvait la zone de service des bains qui était située plus bas que les autres pièces et contenait le four et la chaudière. Ce four fournissait de l'eau chaude pour les hammams, et générait également de l'air chaud et de la fumée qui étaient ensuite canalisés par des tuyaux et des conduits sous les planchers des pièces chaudes et chaudes (semblables au système hypocauste romain) avant d'être évacués à travers les murs et vers le haut dans les cheminées ,,.

### Galerie

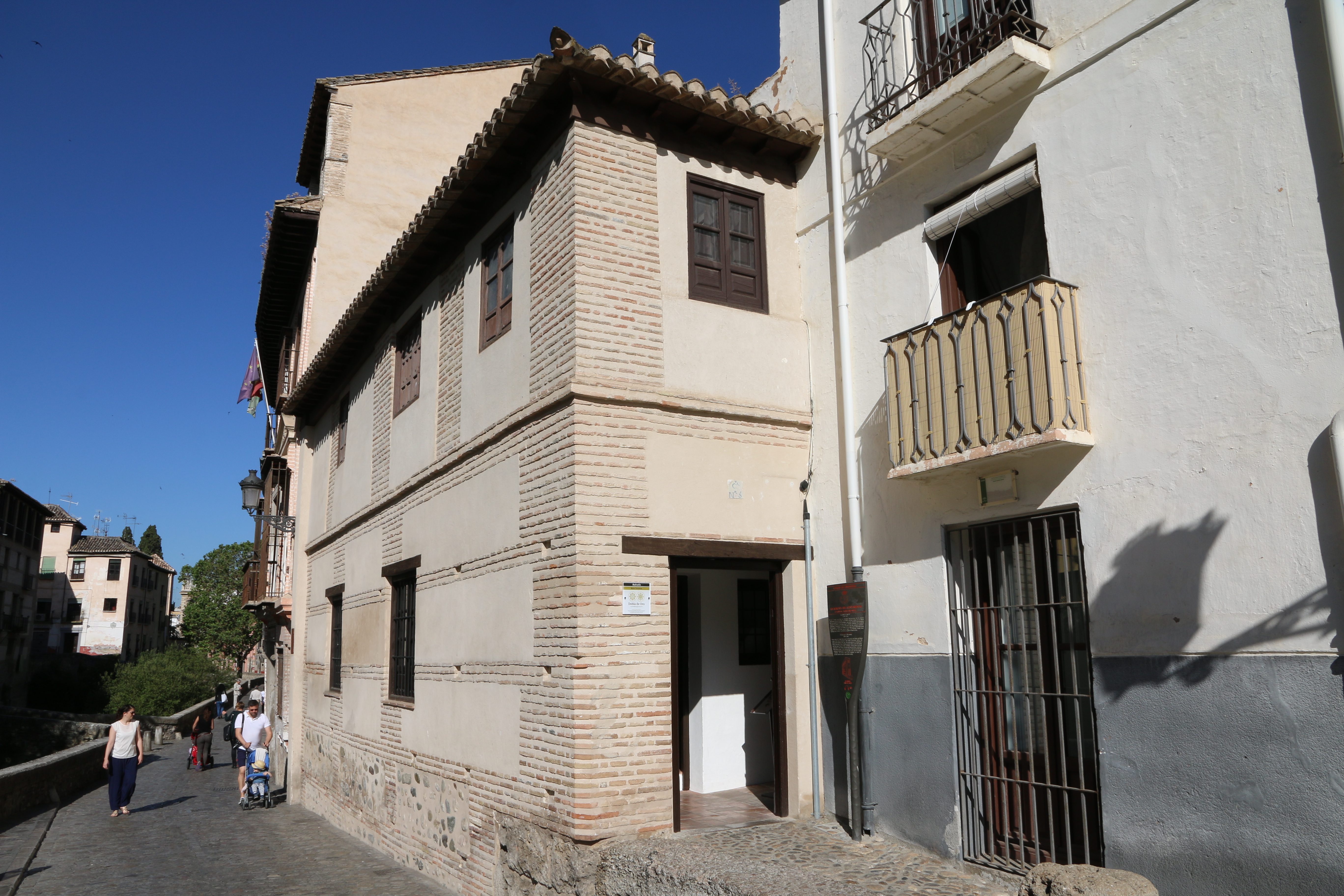
L'entrée sur la rue des bains publics aujourd'hui
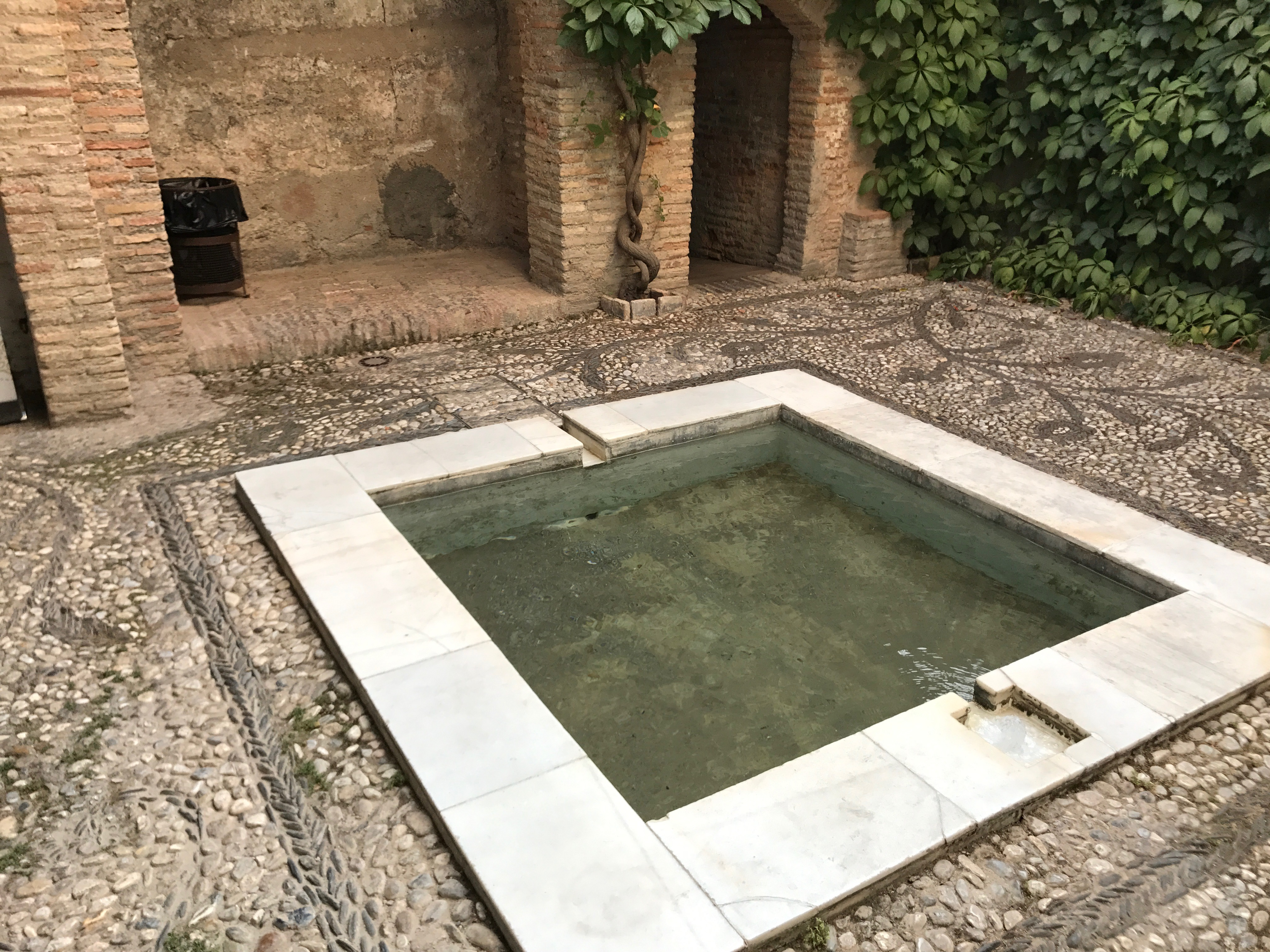
Le bassin d'eau dans la salle de relaxation à l'entrée du complexe
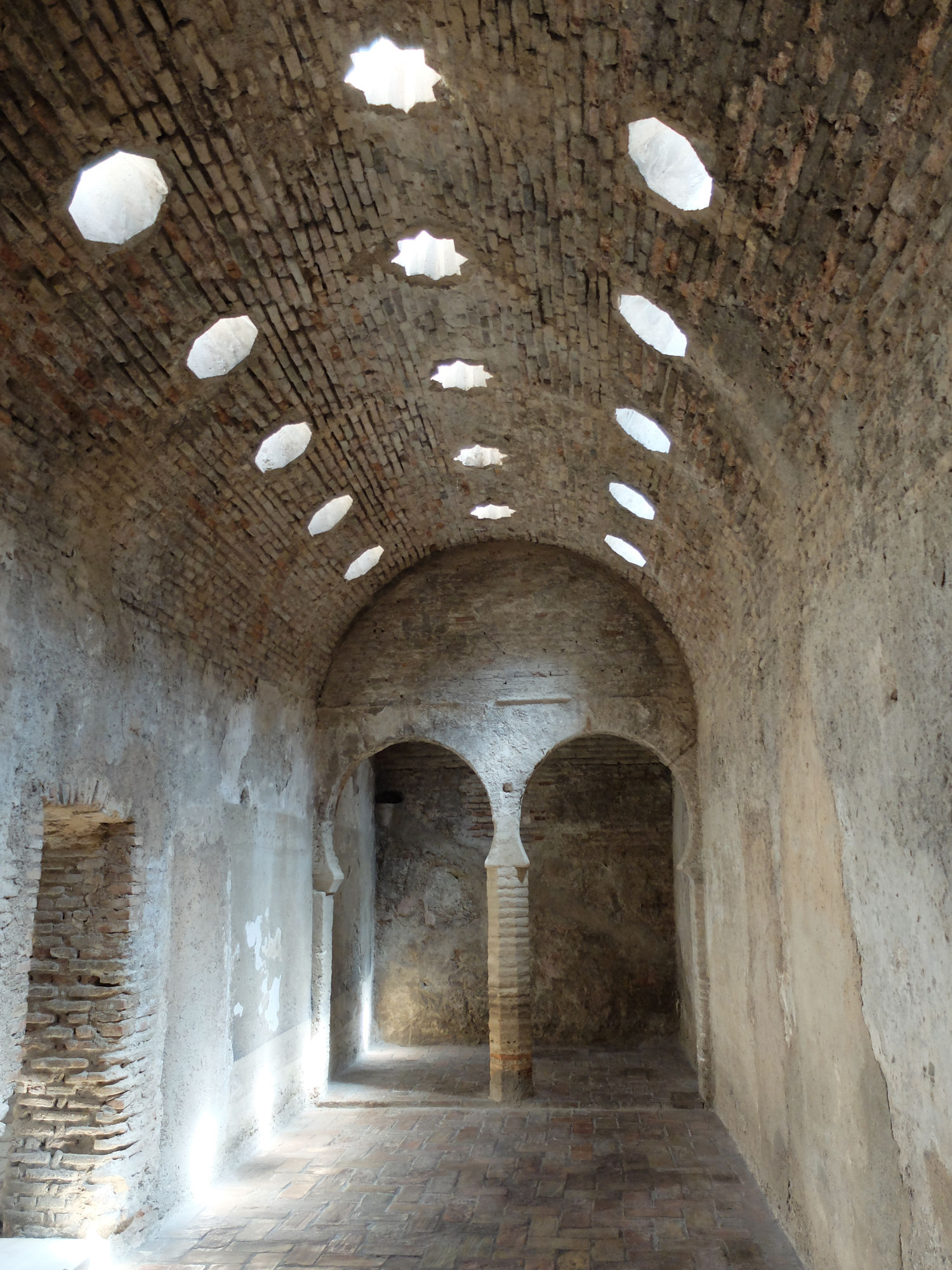
La pièce froide (bayt al-barid)
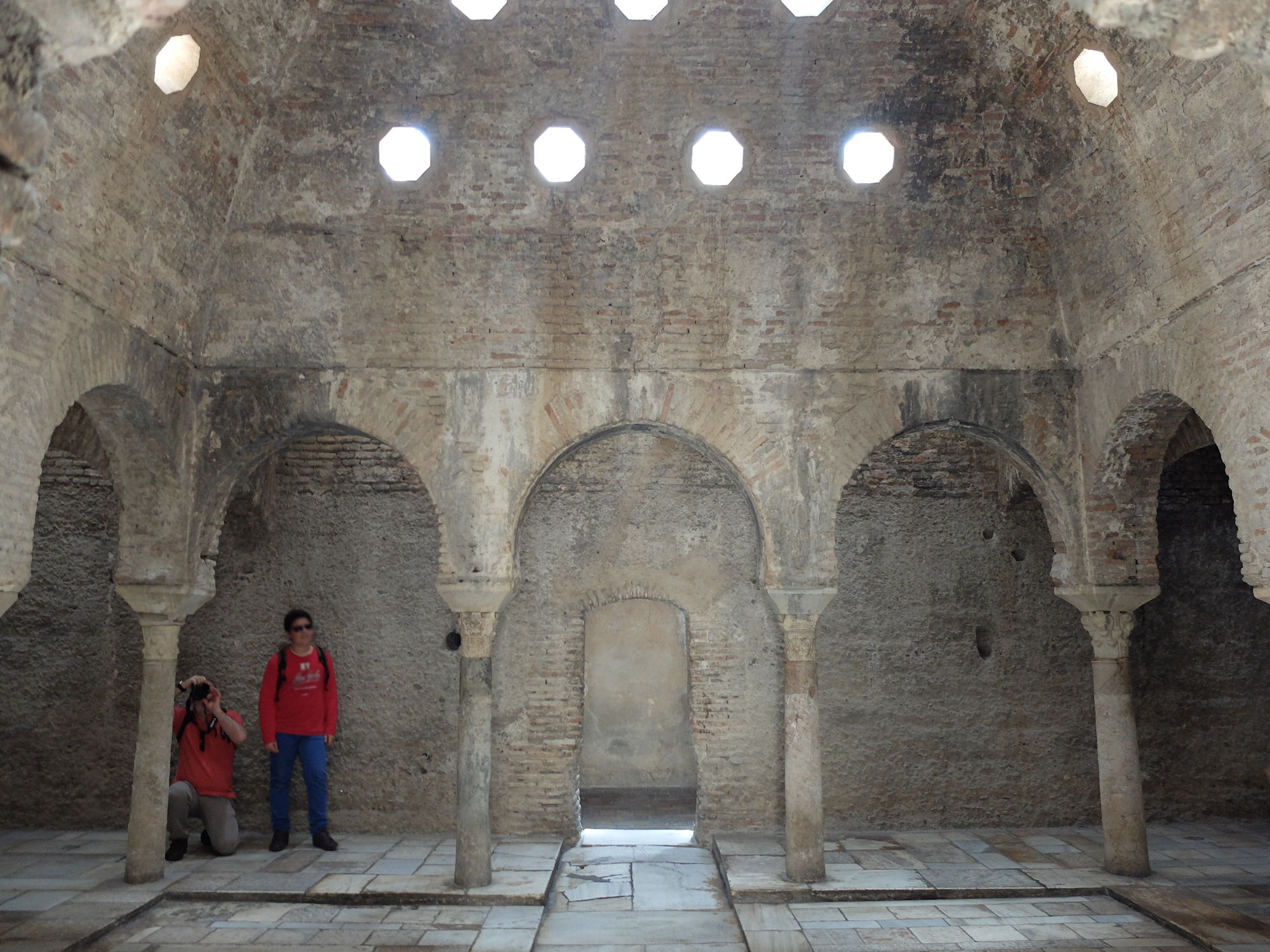
La pièce chaude ou pièce centrale (bayt al-wastani) du bain public
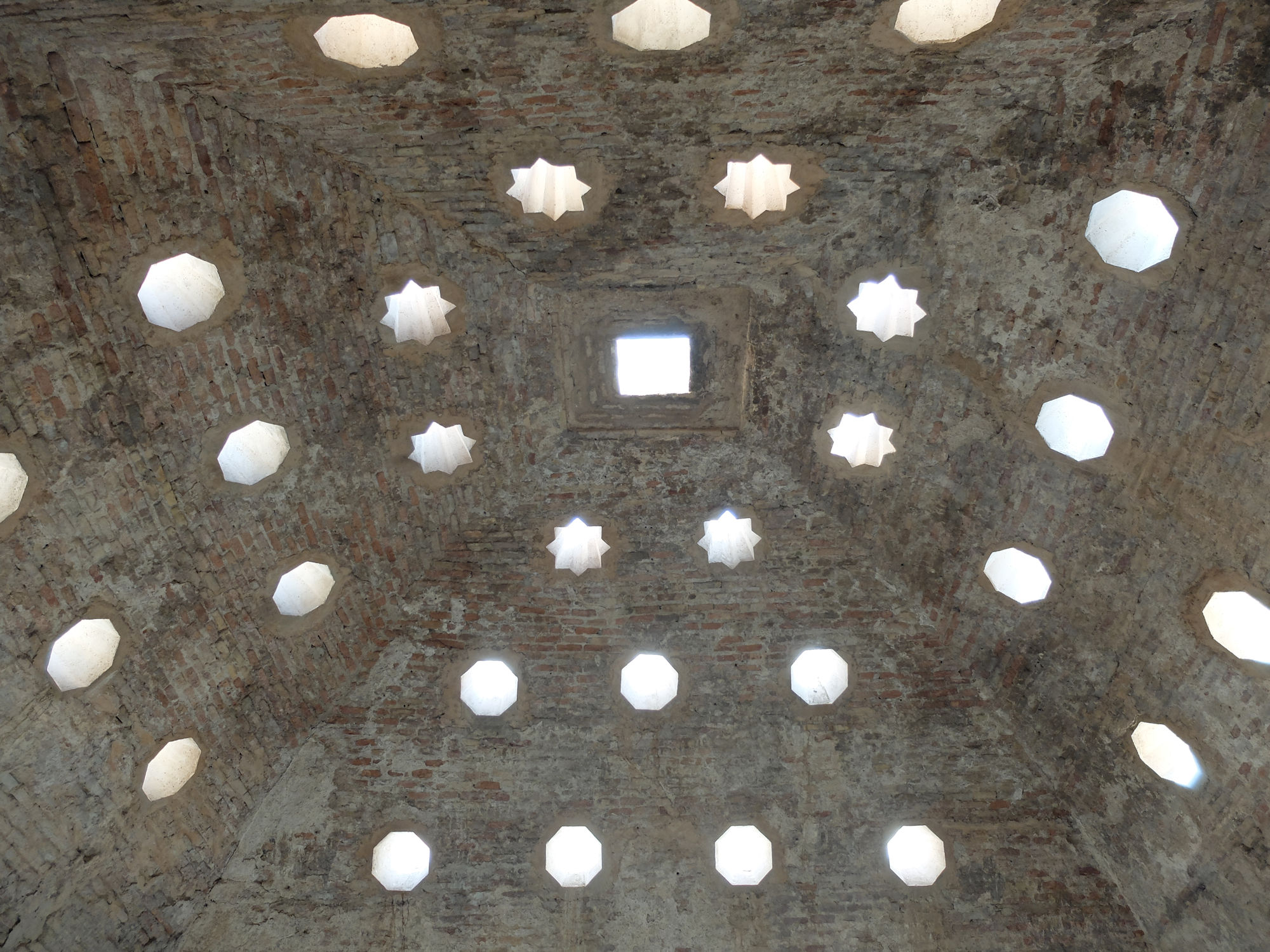
Le plafond voûté de la salle chaude et ses lucarnes
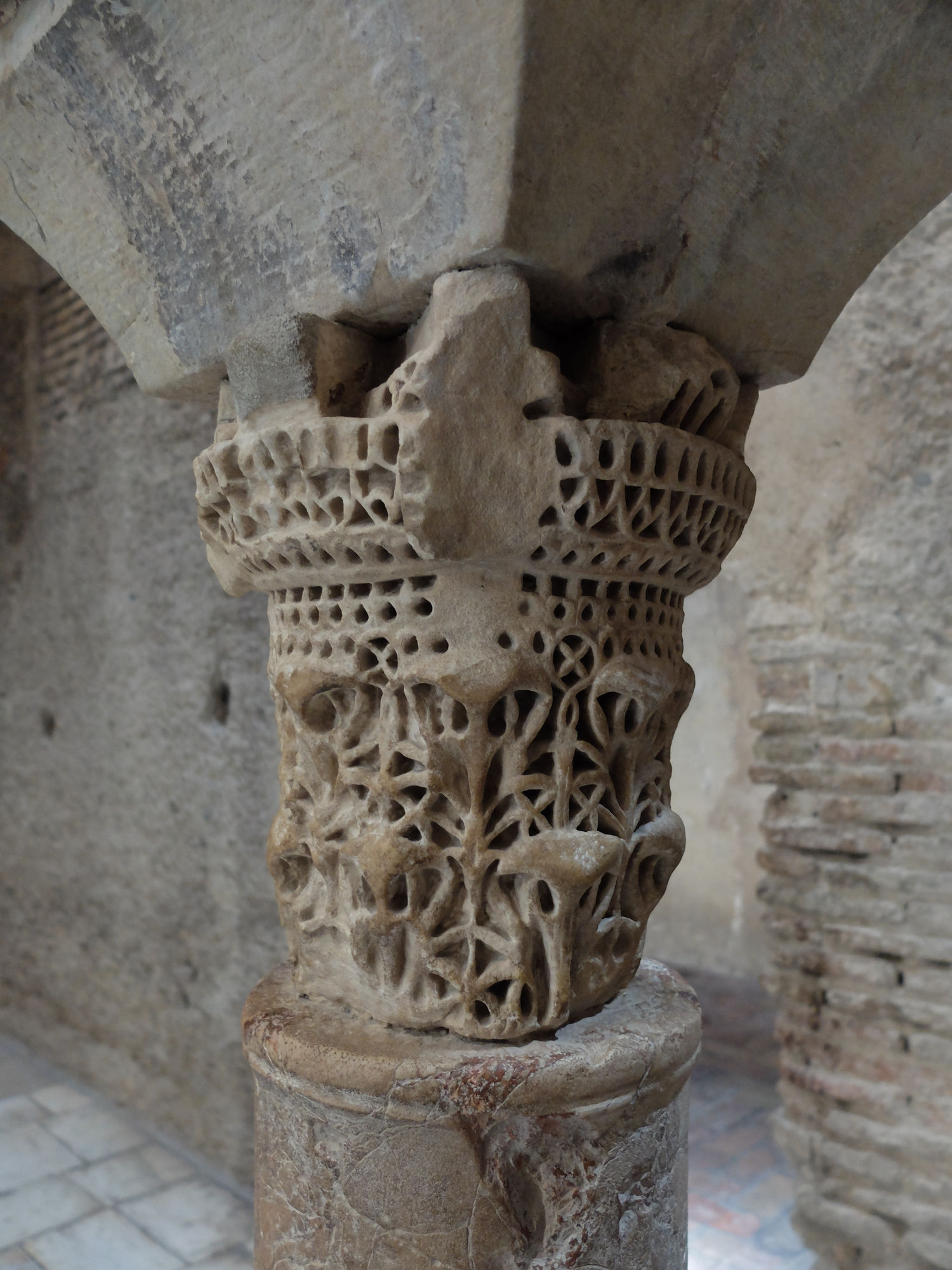
Un chapiteau de l'ère du califat, l'un des nombreux chapiteaux plus anciens réutilisés dans cette partie des thermes